# Municipalité locale (Afrique du Sud)
Pour les articles homonymes, voir Municipalité locale.
En Afrique du Sud, une municipalité locale (local municipality en anglais) ou municipalité de catégorie B est le plus petit niveau de l’organisation administrative. Elle est une division d’un district municipal avec lequel elle partage le pouvoir local.
L’ensemble du territoire sud-africain est ainsi couvert par des municipalités locales à l’exception des huit 8 municipalités métropolitaines qui sont organisées en collectivités locales uniques. On compte 226 municipalités locales en Afrique du Sud.
Les municipalités locales ont à leur tête un maire et un conseil municipal élu.

## Recensement
Les statistiques officielles, particulièrement lors des recensements, divisent à nouveau les municipalités en zones principales (Main Places en anglais). Cet subdivision correspond généralement aux villes, aux quartiers des grandes agglomérations ou aux zones tribales (tribal areas en anglais) également appelées townships.

## Élections
Comme les municipalités métropolitaines, les municipalités locales sont divisées en circonscriptions électorales appelées wards en Afrique du Sud aussi bien pour les élections locales que nationales.